# Kaempferia attapeuensis
Kaempferia attapeuensis là một loài thực vật có hoa trong họ Gừng. Loài này được Chayan Picheansoonthon và Supachai Koonterm mô tả khoa học đầu tiên năm 2009. Tên tiếng địa phương tại Lào: toobmoob dok muang, wan toobmoob.

## Mẫu định danh
Mẫu định danh: Picheansoonthon & Koonterm 123; thu thập ngày 5 tháng 7 năm 2007, cao độ 80 m, tọa độ 14°45′10,02″B 106°59′24,9″Đ / 14,75°B 106,98333°Đ? (bài báo gốc đưa ra kinh độ 106°60.415' là sai sót, do mỗi độ chỉ có tối đa 60 phút), Ban Udomxai, tỉnh Attapeu, Lào. Mẫu holotype lưu giữ tại Cục Vườn quốc gia, Bảo tồn Động vật hoang dã và Thực vật ở Chatuchak, Băng Cốc (BKF), các isotype lưu giữ tại Văn phòng Bảo tồn các chủng thực vật ở Băng Cốc (BK) và Vườn Thực vật Singapore (SING).

## Từ nguyên
Tính từ định danh giống cái attapeuensis (giống đực: attapeuensis, giống trung: attapeuense) là tiếng Latinh, lấy theo địa danh tỉnh Attapeu, nơi thu mẫu định danh.

## Phân bố
Loài này là bản địa Lào (tỉnh Attapeu), Campuchia (tỉnh Stung Treng). Loài này mọc trên đất cát trong rừng lá sớm rụng khô hoặc rừng thường xanh khô vùng đất thấp, cao độ từ 88 đến 590 m.

## Mô tả
Cây thảo lâu năm, thân rễ thanh mảnh, bò lan dài, mang nhiều rễ mọc thành chùm. Lá (1-)2-4, không cuống, phiến nằm ngang gần mặt đất hoặc mọc nghiêng so với mặt đất 30°-80°, thuôn dài-hình elip đến hình trứng rộng, 1,3-12,4 × 7,1-13,9 cm, đáy thon nhỏ dần tới hình nêm, mép hơi gợn sóng tới gợn sóng, đỉnh nhọn, hai mặt nhẵn nhụi; bẹ lá dài 1,2-3,1 cm, nhẵn nhụi; bẹ không phiến lá 2-3, dài 0,5–2 cm, nhẵn nhụi, các bẹ phía trên đôi khi có phiến lá tiêu giảm; lưỡi bẹ khó thấy. Cụm hoa từ không cuống tới có cuống, cuống dài tới 1,7 cm, nằm trong hai bẹ lá trong cùng nhất; hoa 3-13. Lá bắc 1, hình mác đến hình tam giác, 1,8-3 × 0,3-0,5 cm, đỉnh nhọn. Lá bắc con 2, thẳng, 1,3-2,0 × 0,1 cm, đỉnh nhọn thon, nhẵn nhụi. Đài hoa hình ống, dài 2,4-3,2 cm, chẻ một bên, dài 0,8–1 cm, nhẵn nhụi, đỉnh chẻ đôi. Ống tràng dài 4,2-5,7 cm, màu ánh trắng, nhẵn nhụi; thùy tràng lưng hình mác hẹp, 1,8-2,2 × 0,3 cm, đỉnh nhọn; các thùy tràng bên hình mác hẹp, 1,6-2,1 × 0,2 cm, đỉnh nhọn. Các nhị lép bên màu tím hoa cà, hình trứng ngược rộng, 2-2,6 × 0,7-1,8 cm. Cánh môi màu tím hoa cà, hình trứng ngược rộng, 2,3-2,8 × 1,8-2,3 cm, chẻ tới đáy, mỗi thùy hình trứng ngược, 1,7-2 × 0,8-1,8 cm. Nhị không cuống, bao phấn dài 2–4 mm, mào bao phấn hình trứng, hình trứng ngược hoặc hình chữ nhật, 2-5 × 3–4 mm, đỉnh biến thiên từ chẻ đôi đến 2 thùy với đỉnh của mỗi thùy thuôn tròn đến nhọn thon. Đầu nhụy hình phễu. Bầu nhụy hình trụ 3-4 × 2 mm, nhẵn nhụi, 3 ngăn, noãn nhiều đính trụ; nhụy lép 1, hình chỉ, rất thanh mảnh, dài 4–5 mm. Quả nang mọng, hình trứng ngược-thuôn dài đến thuôn dài, khoảng 1,3 × 0,7 cm. Hạt nhiều, hình elipxoit hẹp đến hình tam giác, màu ánh nâu, 2-3 × 1–2 mm; bao phủ bởi áo hạt màu trắng.
K. attapeuensis gần giống nhất với K. larsenii phân bố ở miền đông Thái Lan (tỉnh Ubon Ratchathani) và bên kia sông Mekong ở phía bắc tỉnh Champasak (huyện Sanasomboun) của Lào. Cả hai loài này đều có hoa màu tím, tuy nhiên, hai đơn vị phân loại này khác nhau về cả hình thái sinh dưỡng và hình thái hoa. So sánh với K. larsenii thì K. attapeuensis rất khác về hình dạng, kích thước và hướng của lá. Lá của K. larsenii mọc từ thân rễ, có cuống, hình elip-thẳng đến thẳng và mọc thẳng đứng trên mặt đất. Tuy nhiên, lá của K. attapeuensis không cuống, thuôn dài-hình elip đến hình trứng rộng, nằm ngang gần mặt đất hoặc mọc thẳng đứng. Mào bao phấn của K. attapeuensis cũng biến thiên rất mạnh, từ dạng hình chữ nhật với đỉnh thay đổi từ 2 thùy (đỉnh của mỗi thùy thuôn tròn đến nhọn thon) đến chẻ đôi.

## Sử dụng
Được người dân địa phương tại Lào dùng làm thuốc.